# Fukushima, Hokkaido
Fukushima (japanska: 福島町?, Fukushima-chō) är en landskommun (köping) i Hokkaido prefektur i Japan.  